# Al-Dschamāʿa al-islāmiyya
Die Gamaa Islamija (ägyptisch-arabisch für الجماعة الإسلامية al-Dschamāʿa al-islāmiyya, DMG al-ǧamāʿa al-islāmiyya ‚Die Islamische Vereinigung‘) ist eine militante ägyptische Islamistenbewegung. Sie wird von der ägyptischen Regierung als terroristische Vereinigung angesehen und ist von den USA als Foreign Terrorist Organization gelistet. Auch der Rat der Europäischen Union führt die Organisation auf seiner Liste zur Bekämpfung von Terrorismus.
Ihr Ziel ist der Umsturz der ägyptischen Regierung zugunsten einer islamischen Republik. Die Aufbau- und Entwicklungspartei, die mit der salafistischen Partei des Lichts im Islamischen Block koaliert, gilt als der politische Arm der Organisation.
Spiritueller Führer war der 2017 verstorbene blinde Kleriker Umar Abd ar-Rahman. Er wurde 1993 für den Bombenanschlag auf das World Trade Center in New York angeklagt, dann aber zu lebenslanger Haft wegen Anschlägen auf Gebäude der Vereinten Nationen und des FBI verurteilt.

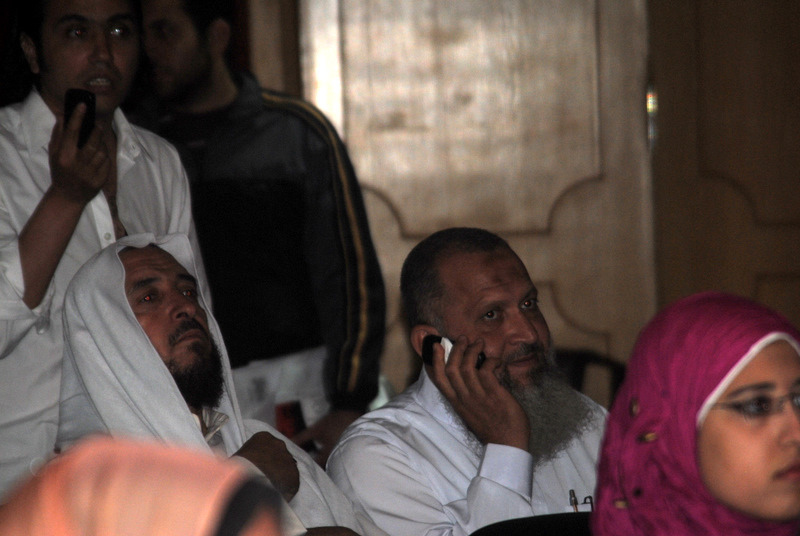
Mitglieder der Gamaa Islamija

## Geschichte
Die Gruppe entstand in den 1970er Jahren aus der spontanen Bildung von islamischen Gemeinschaften, die auf lokaler Ebene gegründet wurden. Die Organisationen wurden vom ägyptischen Staat unter Sadat als politisches Gegengewicht zu den arabischen Sozialisten unterstützt. In den oberägyptischen Gouvernements Asyut und Aswan erfolgten direkte finanzielle Zuwendungen durch den örtlichen Gouverneur. Die Gemeinschaften bestanden zunächst aus Studienzirkeln, welche ihre Aktivitäten auf soziale Wohltätigkeit und die Bildung von Jugendorganisationen ausdehnten. Aus den dezentralen Organisationen erwuchs schließlich die islamische Gemeinschaft. 1977 erreichte die Organisation durch erfolgreiche Kandidaturen innerhalb der Studentenvertretungen erstmals überregionalen Einfluss. Das Gedankengut der Organisation lehnte sich an islamische Gelehrte des Mittelalters wie Ibn Taymiyya oder Ibn Kathir an. Aber auch einflussreiche Schriften der Muslimbruderschaft fanden Einzug in den Kanon der Organisation. So war Sayyid Qutbs Buch Meilensteine während der 80er-Jahre Standardlektüre bei der Kaderausbildung. Bei der Organisation tat sich Abdullah as-Samawi als eine der Leitfiguren hervor. Spiritueller Führer der Dschama wurde Umar Abd ar-Rahman.
Die Organisation begann ab Mitte der 70er Jahre sich die politischen Ideen der Muslimbruderschaft zu eigen zu machen. Insbesondere der oberägyptische Teil der Organisation versuchte durch Gewalt und Zwang ausgehend von ihrer Massenorganisation in der Gesellschaft Konzepte des islamischen Rechts durchzusetzen. So führten Aktivisten gruppenweise Kampagnen gegen Alkohol und die Mischung der Geschlechter durch. Ebenso wurden koptische Christen belästigt und ihnen Geld als Kopfsteuer abgepresst. Dabei wurden mehrere Goldschmiede ausgeraubt und ermordet. Ebenso kam es zu Übergriffen gegenüber Muslimen die an volksislamischen Bräuchen wie Heiligenverehrung teilnahmen. 1977 kam es im Rahmen von Revolten über Nahrungsmittelknappheit zu Gewaltakten gegen Staatsorgane durch die Dschamaa. 1979 verbündete sich die Dschamaa organisatorisch mit der Gruppe Tanzim al Dschihad. Dabei fungierte Tanzim al Dschihad als bewaffnete Kaderorganisation, welche durch die Ermordung Sadats einen Aufstand durch die islamischen Gemeinschaften auslösen sollte. Ziel war der Sturz der ägyptischen Regierung und die Errichtung einer islamischen Republik. 1981 gelang Tanzim al-Dschihad die Ermordung von Anwar al Sadat. Dem folgte zwei Tage später ein von der Dschamaa angeführter Aufstand in Asyut. Der Aufstand wurde von den ägyptischen Sicherheitsbehörden niedergeschlagen.
Am 8. Juni 1992 wurde der ägyptische Autor Faradsch Fauda von der Dschamāʿa al-islāmiyya erschossen, und am 17. November 1997 verübten Mitglieder der Dschamāʿa al-islāmiyya einen Anschlag auf ausländische Touristen in Luxor, bei dem 62 Menschen starben und dessen Auswirkungen einen Teil der Gruppe zu einer Waffenstillstandserklärung veranlassten, die der Führer Umar Abd ar-Rahman jedoch ablehnte.
Die Dschama al-islamiya konnte Anfang der 90er-Jahre im Slumvorort Imbaba bei Kairo eine starke Präsenz aufbauen. Hierbei verdrängte sie sowohl staatliche Institutionen und traditionelle Machtstrukturen und übernahm die Kontrolle auf den Straßen des rund eine Million Einwohner zählenden Siedlungsgebiets. Im November 1992 gab der örtliche Anführer der Gruppe ein Reutersinterview, bei dem er die Nachbarschaft als erfolgreiches Modell der Machtübernahme und Implementierung der Scharia darstellte. Der ägyptische Staat beorderte im Dezember desselben Jahres rund 14.000 Soldaten nach Imbaba und nahm über 5.000 Inhaftierungen vor. Durch eine Kombination aus Repression und Investitionen brachte die Regierung diese Bastion der Islamisten wieder unter staatliche Kontrolle.
2002 begannen die inhaftierten Führer eine Reihe von Büchern zu veröffentlichen, in denen die ideologischen Konzepte, insbesondere zur Gewaltausübung, einer Revision unterzogen wurden. Der Dschamāʿa al-islāmiyya-Rechtsanwalt, De-facto-Sprecher und frühere Mitgefangene Muntasir az-Zayat war an einem internen und externen Gedankenaustausch sowie Verhandlungen beteiligt, die 2003 und 2006 zu Gefängnisentlassungen führten. Insgesamt sollen es über die Jahre 16.000 Freilassungen gewesen sein, unter anderen auch von al-Dschihad und Nadschih Ibrahim.
Mitte 2006 erklärte Aiman az-Zawahiri in einem Video, die Dschamāʿa al-islāmiyya habe sich mit den Funktionären Muhammad al-Hukaima, Rifāʿī Taha und Muhammad Schauqi Islambuli, dem jüngeren Bruder des Sadat-Attentäters Chalid Islambuli, al-Qaida angeschlossen. Eine Verbindung der Dschamāʿa al-islāmiyya mit al-Qaida wurde hingegen von Abd al-Achir Hamad und Nadschih Ibrahim dementiert.